# عبيد الله السندي
عبيد الله بن الإسلام السندي ثم الدهلوي (10 مارس 1872 - 21 أغسطس 1944) هو ناشط سياسي في حركة الاستقلال الهندية وأحد قادتها النشطين. وفقًا لـ صحيفة داون بكراتشي، فإن عبيد الله السندي قد كافح من أجل استقلال الهند البريطانية ومن أجل مجتمع خالٍ من الاستغلال في الهند.
وهو عضو في الجامعة الملية الإسلامية، والجامعة المركزية في نيودلهي، الهند. عمل في الجماعة الملية الإسلامية لفترة طويلة من الزمن براتب منخفض جدا.

## سيرته
ولد عبيد الله في 9 محرم عام 1289هـ الموافق 10 مارس 1872، في عائلة سيخية في مقاطعة سيالكوت بإقليم البنجاب بالهند البريطانية باسم بوتا سينغ أوبال. توفي والده قبل أربعة أشهر من ولادته، وترعرع لمدة عامين على يد جده، بعد وفاة جده، أخذته والدته في منزل جده لأمه. اعتنق بوتا سينغ أوبال الإسلام في سن 15 واختار «عبيد الله السندي» كاسم جديد له، ثم التحق لاحقًا بدار العلوم ديوبند، فتتلمذ على يد رشيد أحمد الكنكوهي، ومولانا محمود حسن الديوبندي. شارك تدريجياً في الحركة الإسلامية أثناء الحرب العالمية الأولى، وكان من بين قادة المدرسة الديوبندية الذين غادروا الهند بقيادة مولانا محمود حسن الديوبندي طلبًا للدعم من دول العالم الإسلامي.
سافر إلى كابل خلال الحرب لطلب الدعم من الأمير الأفغاني حبيب الله خان، وبقي في أفغانستان حتى نهاية الحرب العالمية الأولى، ثم غادر إلى روسيا، وبعد ذلك أمضى عامين في تركيا، ووصل في النهاية إلى الحجاز حيث أمضى حوالي 14 عامًا في التعلم ودراسة الإسلام، وتأثر بأعمال شاه ولي الله الدهلوي.
عقد حلقته بالمسجد الحرام عام 1345هـ، وكان من أوائل مدرسي المسجد الحرام الذين عينهم الملك عبد العزيز عام 1347هـ، وكانت حلقة درسه في حصوة باب الداودية كل صباح، واستمر بها حتى عام 1358هـ حيث عاد إلى وطنه الهند. وأسس (جمعية مؤتمر الأنصار) في ديوبند، وأسس نظارة المعارف بفناء المسجد الفتجوري في دهلي بالهند. توفي في 3 رمضان 1363 هـ.

## وصلات خارجية
- قصة دخول مولانا عبيد الله السندي في الإسلام.